# Kukohou
Kukohou (ou Kukouhoa) était un noble hawaïen et un chef (Aliʻi Nui) de l'île d'Hawaï. Son descendant célèbre était le roi Kamehameha Ier.

## Biographie
Il était probablement un fils du chef Pilikaaiea et de son épouse Hina. Kukohou était le successeur de Pilikaaiea. La femme de Kukohou était la dame Hineuki et leur fils s'appelait Kaniuhu.
Après la mort de Kukohou, son fils est devenu le nouveau monarque de l'île.